# Sphaerodactylus asterulus
Sphaerodactylus asterulus — вид геконоподібних ящірок родини Sphaerodactylidae. Ендемік Гаїті.

## Поширення і екологія
Sphaerodactylus asterulus відомі з двох місцевостей, розташованих на північному заході острова Гаїті. Вони живуть в сухих тропічних лісах, в заростях агави, серед опалого листя. Живляться комахами, відкладають яйця.

## Збереження
МСОП класифікує цей вид як такий, що перебуває під загрозою зникнення. Sphaerodactylus asterulus загрожує знищення природного середовища. 